# Retrospective: The Best of Buffalo Springfield
Retrospective: The Best of Buffalo Springfield es un álbum recopilatorio del grupo estadounidense Buffalo Springfield, publicado por el sello discográfico Atco Records en febrero de 1969, apenas un año después de su separación.

## Lista de canciones
| Cara A |                               |              |          |  |
| N.º    | Título                        | Escritor(es) | Duración |  |
| 1.     | «For What It's Worth"»        | Stills       | 2:37     |  |
| 2.     | «Mr. Soul»                    | Young        | 2:35     |  |
| 3.     | «Sit Down I Think I Love You» | Stills       | 2:30     |  |
| 4.     | «Kind Woman»                  | Furay        | 4:10     |  |
| 5.     | «Bluebird»                    | Stills       | 4:28     |  |
| 6.     | «On the Way Home»             | Young        | 2:25     |  |

| Cara B |                                   |              |          |  |
| N.º    | Título                            | Escritor(es) | Duración |  |
| 1.     | «Nowadays Clancy Can't Even Sing» | Young        | 3:26     |  |
| 2.     | «Broken Arrow»                    | Young        | 6:13     |  |
| 3.     | «Rock and Roll Woman»             | Stills       | 2:44     |  |
| 4.     | «I Am a Child»                    | Young        | 2:15     |  |
| 5.     | «Go and Say Goodbye»              | Stills       | 2:19     |  |
| 6.     | «Expecting to Fly»                | Young        | 3:39     |  |